# Hemaris rubra
Hemaris rubra (tên tiếng Anh Kashmir Bee Hawkmoth) là một loài bướm đêm thuộc họ Sphingidae. Loài này có ở một số thung lũng ở Kashmir. Môi trường sống thường là các cánh đồng nhiều hoa ở độ cao khoảng 2.500 mét.
Sải cánh từ 44–58 mm. Đây là một loài sống ban ngày. Cá thể trưởng thành mọc cánh từ giữa tháng 6 tới đầu tháng 8 trong một thế hệ mỗi năm.